# Вильсон, Горас Гайман
Горас Гайман Вильсон или Хорас Хайман Уилсон (англ. Horace Hayman Wilson; 26 сентября 1786, Лондон — 8 мая 1860, Лондон) — английский индолог и санскритолог.

## Биография
После изучения медицины в госпитале Сент-Томаса, в 1808 году Горас Вильсон отправился в Индию в качестве помощника хирурга в колонии Британской Ост-Индской компании в Бенгалии. Обладая знаниями в области металлургии, в течение нескольких лет Вильсон был консультантом на монетном дворе в Калькутте.
Будучи в Индии, Вильсон глубоко заинтересовался древнеиндийскими языками и литературой, и в 1811 году, по рекомендации Генри Колбрука, был назначен секретарём Бенгальского азиатского общества. В 1813 году Вильсон опубликовал свой первый перевод с санскрита — поэму великого индийского поэта Калидасы «Мегхадута». В 1819 году Уилсон опубликовал первый санскритско-английский словарь, основанный на материалах индийских учёных.
Вильсон также интересовался Аюрведой и традиционной индийской медициной. В частности, он опубликовал свои заметки о знаниях индийцев в области лечения холеры и проказы. В 1827 году Уилсон свой труд «Select Specimens of the Theatre of the Hindus», в котором содержался полный обзор индийской драмы, полный перевод шести пьес и краткий пересказ 23 других произведений. В каталоге «Mackenzie Collection» (1828) Вильсон перечислил и описал объёмную коллекцию восточных (преимущественно южноиндийских) манускриптов и предметов древнего искусства, собранных Колином Маккензи. В 1840 году вышел сделанный Вильсоном перевод «Вишну-пураны».
В 1832 году Вильсона избрали первым профессором санскрита Оксфордского университета, а в 1836 году он также стал исполнять обязанности библиотекаря Британской Ост-Индской компании. Вильсон был членом-основателем Королевского азиатского общества, а в 1837 году был избран его директором — пост, который он занимал до самой своей смерти.
Также Вильсон был избран членом Лондонского королевского общества (1834) и членом-корреспондентом Петербургской Академии наук (1845).